# Lego WeDo

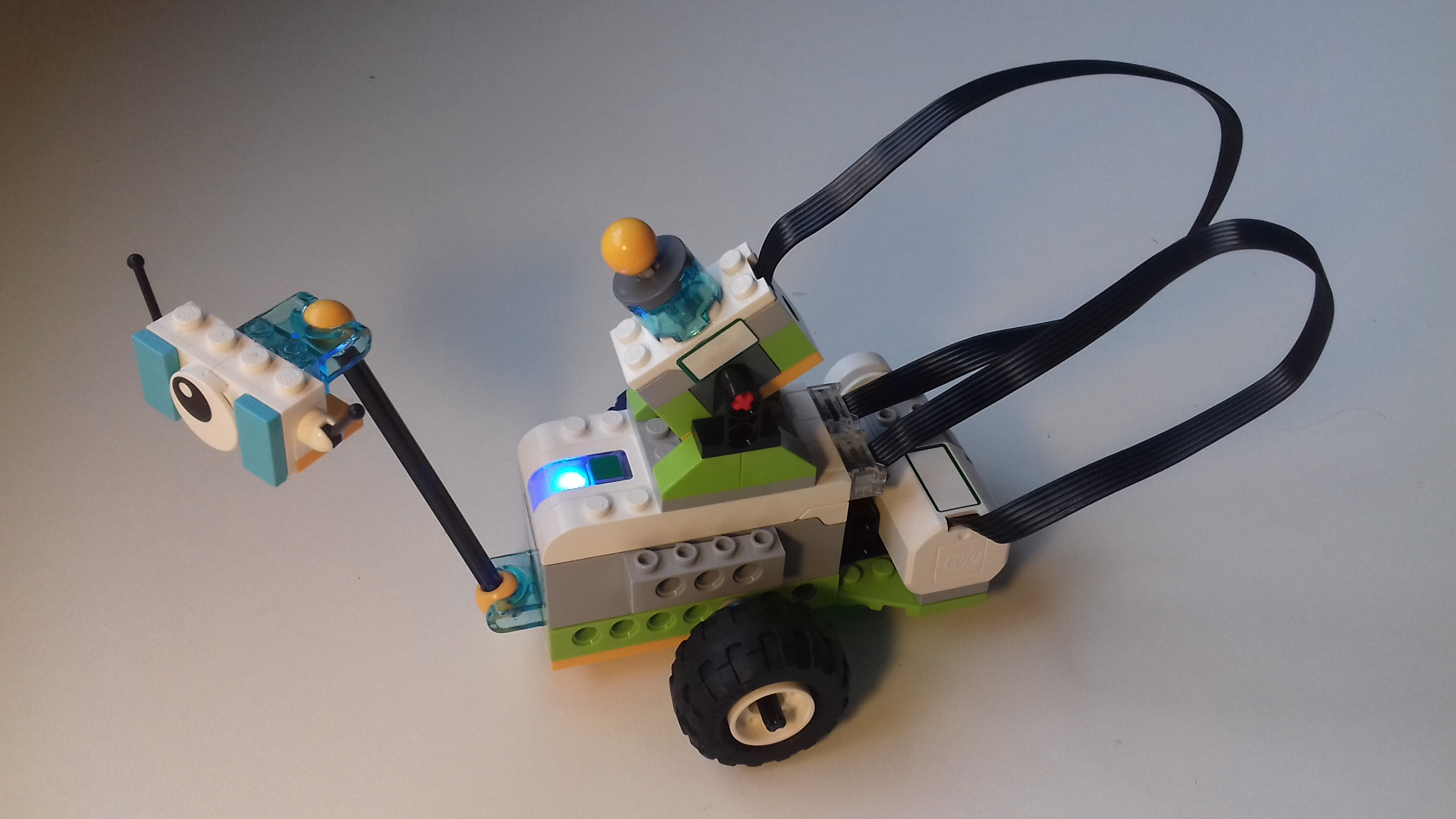
Lego WeDo

Lego WeDo – seria klocków Lego z linii Lego Education, przeznaczona dla dzieci w wieku 7-12 lat, wspomagająca naukę programowania i ukazująca podstawowe zagadnienia robotyki. Na całym świecie wykorzystywana jest w edukacji wczesnoszkolnej jako pomoc dydaktyczna. Zestawy tej serii pozwalają budować z klocków zwierzęta i modele urządzeń, które, po podłączeniu do komputera z odpowiednim oprogramowaniem, można wprawić w ruch. Odpowiednie czujniki i silniki zawarte w zestawach umożliwiają obustronną interakcję programu komputerowego ze światem zewnętrznym. Dziecko pisząc program komputerowy (lub układając go z obrazków) może uzależniać sposób jego działania od czynników zewnętrznych takich jak jasność oświetlenia w pomieszczeniu czy wykrycie ruchu w sąsiedztwie zbudowanego z klocków lego modelu. Działanie programu dotyczyć może zarówno efektów wizualnych (np. poruszanie narysowaną przez dziecko postacią na ekranie komputera) jak i efektów widocznych w świecie realnym (np. poruszane za pomocą silnika ramię dźwigu zbudowanego z klocków lego). Takie możliwości pozwalają zainteresować dziecko zagadnieniami algorytmiki, logiki i robotyki już na samym początku jego nauki.

## Historia
Pracę nad projektem rozpoczęli w 2006 roku Mitchel Resnick (MIT Media Lab) i Erik Hansen (LEGO Group). Seria miała być odpowiednikiem klocków Lego Mindstorms przeznaczonym dla młodszych dzieci. Produkcję rozpoczęto latem 2008 roku. Sprzedaż pierwszych zestawów rozpoczęto w styczniu 2009 roku w Brazylii i USA, później również w Europie.

## Elementy serii
Podstawowy zestaw LEGO Education WeDo Construction Set zawiera ponad 150 elementów, z czego najważniejsze to:
- Hub USB umożliwiający podłączenie i zasilanie czujników i silnika Lego z jednej strony i komputera PC lub Mac z drugiej
- Silnik prądu stałego, pozwalający za pośrednictwem mini przekładni zębatych poruszać zbudowanymi modelami
- Czujnik zbliżeniowy przekazujący do komputera informację o odległości najbliższego obiektu od czujnika
- Dwuosiowy (X-Y) czujnik przechyłu

Dodatkowo dostępne są zestawy dodatkowych klocków oraz elementów elektronicznych, między innymi:
- Czujnik natężenia oświetlenia
- Mocniejszy silnik z wbudowaną przekładnią
- Światła zasilane i sterowane za pomocą Hub'a USB

Wszystkie klocki są kompatybilne mechanicznie z klockami Lego a większość elementów jest też kompatybilna elektronicznie z klockami Lego Mindstorms.

## Współpracujące oprogramowanie
- LEGO Education WeDo Software – oprogramowanie dla serii LEGO Education WeDo rozwijane pod marką LEGO przez National Instruments na silniku oprogramowania LabView[3].
- Scratch – oprogramowanie rozwijane przez Massachusetts Institute of Technology, współpracujące z serią LEGO Education WeDo